# Комитет Совета Федерации по конституционному законодательству и государственному строительству

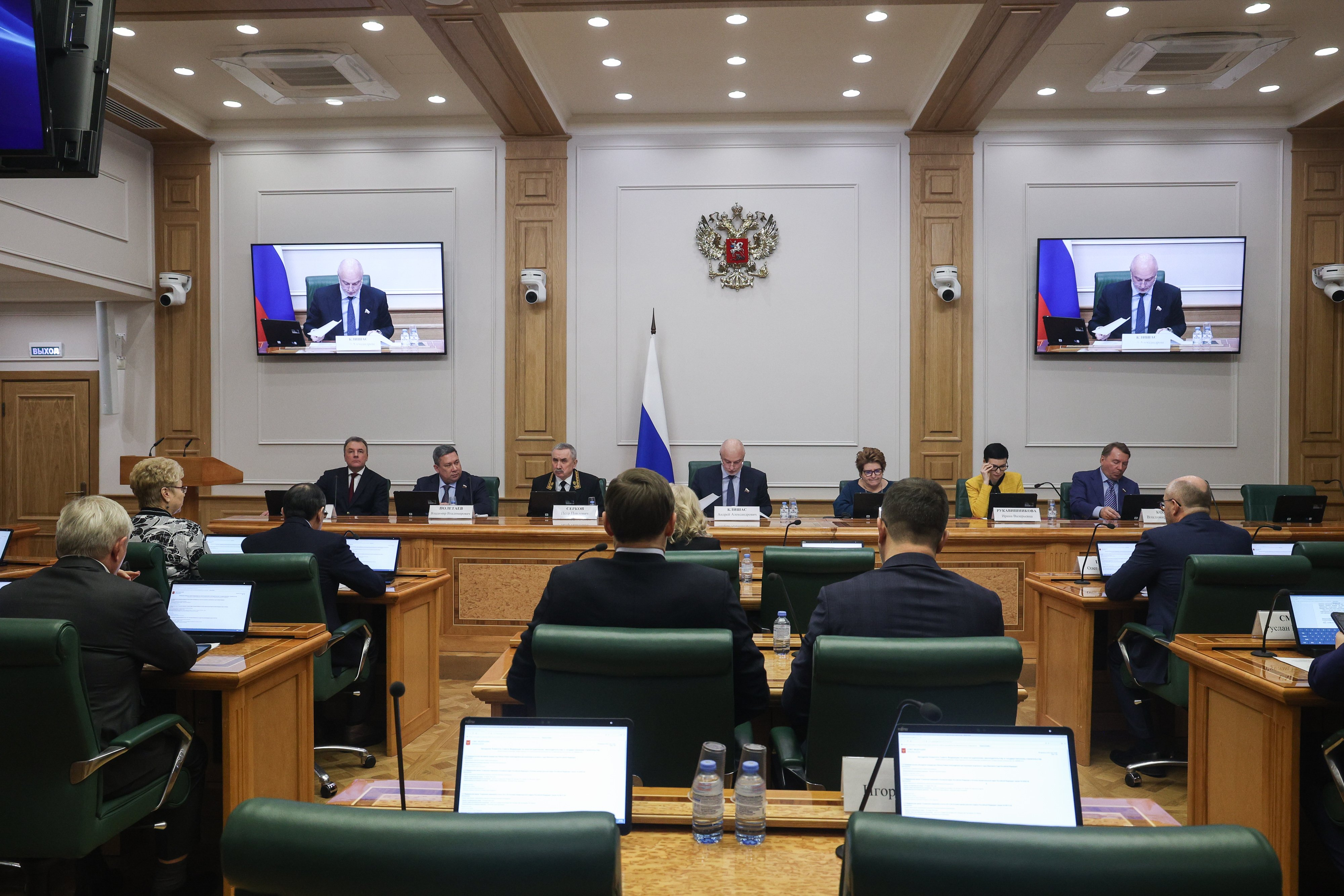
Президиум Комитета, ведёт заседание Клишас А. А.

Комитет Совета Федерации по конституционному законодательству и государственному строительству сформирован 17 апреля 2014 года.
Председатель Комитета — Клишас Андрей Александрович. В состав Комитета входят 17 сенаторов верхней палаты парламента — членов Совета Федерации.
В ходе своей работы данный Комитет несколько раз менял название.
Комитет по конституционному законодательству и судебно-правовым вопросам (1994—2001).
В 2002 году данные полномочия перешли к двум Комитетам — по конституционному законодательству (с 30 января) и по судебно-правовым вопросам (с 29 марта).
В ноябре 2011 года был образован Комитет по конституционному законодательству, правовым и судебным вопросам, развитию гражданского общества, который просуществовал до создания ныне действующего Комитета.

## Состав Комитета
| №  | Сенатор Российской Федерации | ФИО сенатора                                                                                             | Должность в Комитете | Регион, делегировавший сенатора                                        |
| -- | ---------------------------- | --- | --- | ---------------------------------------------------------------------- |
| 1  |                              | Клишас Андрей Александрович (утвержден 30 мая 2012 г. № 123-СФ)                                          | Председатель Комитета Представитель Совета Федерации в Верховном суде России Представитель Совета Федерации в Генеральной прокуратуре России Представитель Совета Федерации в Конституционном суде РФ (Постановление СФ от 9 октября 2024 года, №440-СФ) | Сенатор РФ от исполнительного органа власти Красноярского края         |
| 2  |                              | Владимиров Николай Николаевич                                                                            | Первый заместитель председателя Комитета | Сенатор РФ от Государственного совета Чувашской республики             |
| 3  |                              | Глебова Любовь Николаевна                                                                                | Первый заместитель председателя Комитета | Сенатор РФ от исполнительного органа власти Удмуртской республики      |
| 4  |                              | Шейкин Артем Геннадьевич                                                                                 | Первый заместитель председателя Комитета | Сенатор РФ от Законодательного собрания Амурской области               |
| 5  |                              | Кавджарадзе Максим Геннадьевич                                                                           | Заместитель председателя Комитета | Сенатор РФ от Липецкого областного совета депутатов                    |
| 6  |                              | Кожин Владимир Игоревич (переутверждён, Постановление СФ от 25 сентября 2023 г. № 552-СФ)                | Заместитель председателя Комитета | Сенатор РФ от исполнительного органа власти города Москвы              |
| 7  |                              | Афанасов Михаил Александрович (введен в состав Комитета, Постановление СФ от 9 октября 2024 г. № 397-СФ) | Член Комитета | Сенатор РФ от исполнительного органа власти Ставропольского края       |
| 8  |                              | Бас Ольга Евгеньевна (введена в состав Комитета, Постановление СФ от 25 октября 2023 г. № 603-СФ)        | Член Комитета | Сенатор РФ от Народного Совета Луганской Народной Республики           |
| 9  |                              | Вайнберг Александр Владеленович                                                                          | Член Комитета | Сенатор РФ от Законодательного собрания Нижегородской области          |
| 10 |                              | Кохоев Артур Павлович (введен в состав Комитета, Постановление СФ от 9 октября 2024 г. № 397-СФ)         | Член Комитета | Сенатор РФ от Государственного собрания ― Эл Курултая Республики Алтай |
| 11 |                              | Кувшинова Наталья Сергеевна (введена в Комитет, Постановление СФ от 25 сентября 2023 г. № 552-СФ)        | Член Комитета | Сенатор РФ от исполнительного органа власти Алтайского края            |
| 12 |                              | Нарусова Людмила Борисовна                                                                               | Член Комитета | Сенатор РФ от исполнительного органа власти Республики Тыва            |
| 13 |                              | Попадайло Василий Васильевич (введен в состав Комитета, Постановление СФ от 9 октября 2024 г. № 397-СФ)  | Член Комитета | Сенатор РФ от Брянской областной думы                                  |
| 14 |                              | Пушков Алексей Константинович                                                                            | Член Комитета | Сенатор РФ от Законодательного собрания Пермского края                 |
| 15 |                              | Смашнёв Руслан Владимирович (введён в Комитет, Постановление СФ от 25 сентября 2023 г. № 552-СФ)         | Член Комитета Представитель Совета Федерации в Министерстве юстиции Российской Федерации | Сенатор РФ от исполнительного органа власти Смоленской области         |
| 16 |                              | Фёдоров Николай Васильевич                                                                               | Член Комитета | Сенатор РФ от исполнительного органа власти Чувашской Республики       |
| 17 |                              | Цепкин Олег Владимирович                                                                                 | Член Комитета | Сенатор РФ от Законодательного собрания Челябинской области            |

## Вопросы деятельности Комитета

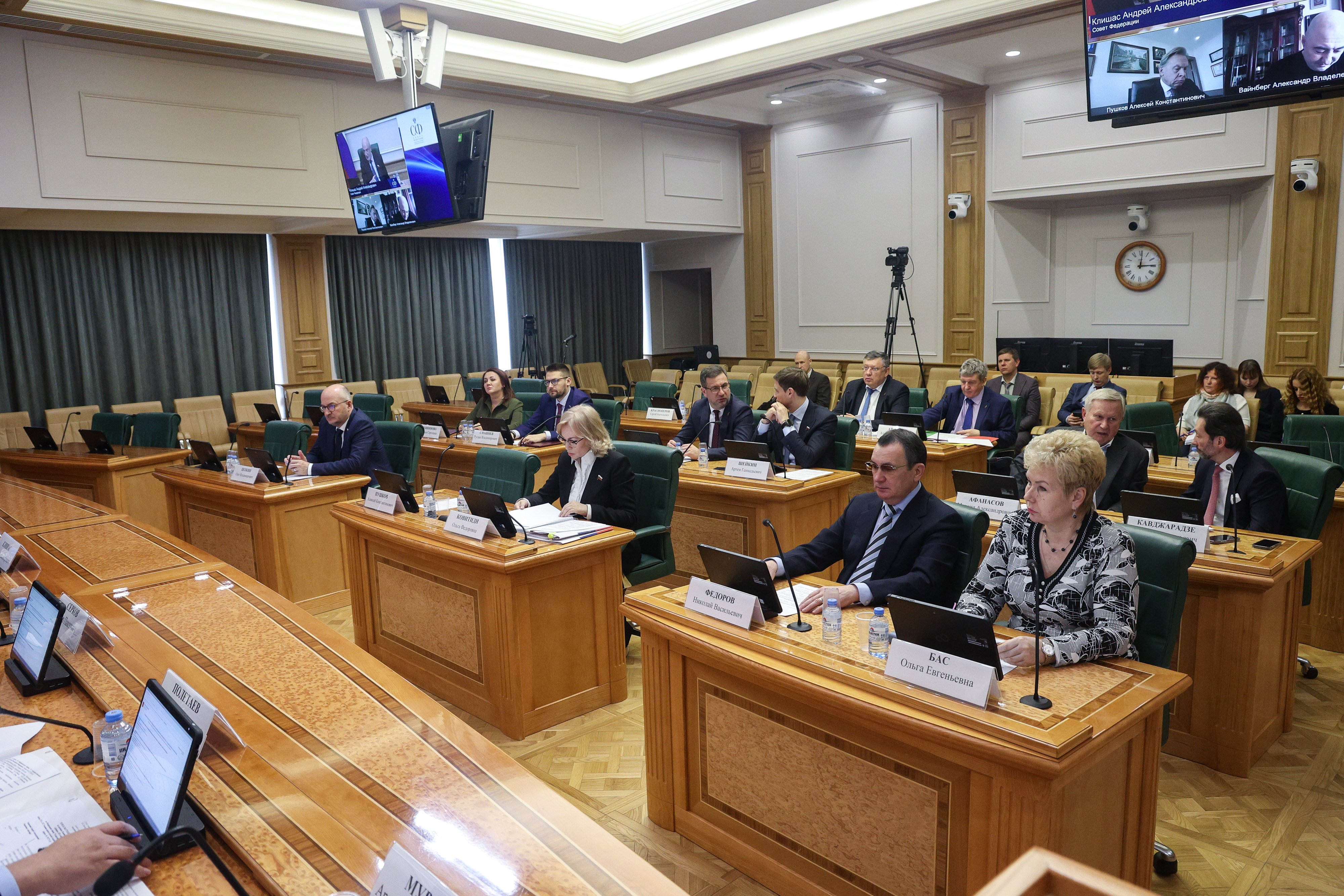
Члены Комитета на заседании

К вопросам ведения Комитета Совета Федерации по конституционному законодательству и государственному строительству относятся:
1. изменения в Конституцию Российской Федерации;
2. поправки к Конституции Российской Федерации;
3. права и свободы человека и гражданина;
4. государственное устройство Российской Федерации;
5. организация системы государственной власти в Российской Федерации;
6. государственная служба;
7. правовое положение граждан Российской Федерации, иностранных граждан и лиц без гражданства;
8. развитие гражданского общества;
9. взаимодействие граждан, общества и государства;
10. общественные объединения, религиозные организации, политические партии, профессиональные союзы;
11. некоммерческие организации, в том числе социально ориентированные, за исключением государственных корпораций;
12. добровольчество (волонтерство);
13. государственная миграционная политика;
14. судебная система, прокуратура, следствие, юстиция, адвокатура, нотариат;
15. конституционное право;
16. уголовное право;
17. уголовно-процессуальное право;
18. уголовно-исполнительное право;
19. гражданское право;
20. гражданское процессуальное право;
21. арбитражное процессуальное право;
22. административное право;
23. семейное право;
24. исполнительное производство;
25. государственная политика в сфере средств массовой информации, информационных технологий и защиты информации;
26. развитие единого информационного пространства Российской Федерации, создание информационного общества;
27. информационный обмен, развитие компьютерных сетей общего пользования;
28. информационная безопасность детей;
29. распространение периодических изданий, книжной и иной печатной продукции, аудио- и видеопродукции;
30. издательская и полиграфическая деятельность;
31. предварительное обсуждение и внесение на рассмотрение Совета Федерации кандидатур для назначения на должность по представлению Президента Российской Федерации Председателя Конституционного Суда Российской Федерации, заместителя Председателя Конституционного Суда Российской Федерации и судей Конституционного Суда Российской Федерации;
32. предварительное обсуждение и внесение на рассмотрение Совета Федерации кандидатур для назначения на должность по представлению Президента Российской Федерации Председателя Верховного Суда Российской Федерации, заместителей Председателя Верховного Суда Российской Федерации и судей Верховного Суда Российской Федерации и для утверждения по представлению Президента Российской Федерации членов Президиума Верховного Суда Российской Федерации;
33. предварительное обсуждение и внесение на рассмотрение Совета Федерации кандидатур для назначения на должность судей Экономического суда Содружества Независимых Государств;
34. предварительное обсуждение и внесение на рассмотрение Совета Федерации вопроса о прекращении по представлению Президента Российской Федерации полномочий Председателя Конституционного Суда Российской Федерации, заместителя Председателя Конституционного Суда Российской Федерации и судей Конституционного Суда Российской Федерации, Председателя Верховного Суда Российской Федерации, заместителей Председателя Верховного Суда Российской Федерации и судей Верховного Суда Российской Федерации, председателей, заместителей председателей и судей кассационных судов общей юрисдикции, апелляционных судов общей юрисдикции, военного кассационного суда, военного апелляционного суда, арбитражных судов округов, арбитражных апелляционных судов, Суда по интеллектуальным правам;
35. предварительное обсуждение и внесение на рассмотрение Совета Федерации вопроса о досрочном прекращении по представлению Президента Российской Федерации полномочий Председателя Конституционного Суда Российской Федерации, заместителя Председателя Конституционного Суда Российской Федерации без прекращения его полномочий судьи Конституционного Суда Российской Федерации;
36. предварительное обсуждение кандидатур, формирование и внесение на рассмотрение Совета Федерации списка представителей общественности для назначения членами Высшей квалификационной коллегии судей Российской Федерации и предварительное рассмотрение вопроса о досрочном прекращении полномочий членов Высшей квалификационной коллегии судей Российской Федерации — представителей общественности, назначенных Советом Федерации;
37. предварительное обсуждение и внесение на рассмотрение Совета Федерации представленной Президентом Российской Федерации для проведения консультаций кандидатуры на должность Генерального прокурора Российской Федерации;
38. проведение консультаций по представленным Президентом Российской Федерации кандидатурам на должность заместителей Генерального прокурора Российской Федерации, прокуроров субъектов Российской Федерации, прокуроров военных и других специализированных прокуратур, приравненных к прокурорам субъектов Российской Федерации;
39. предварительное обсуждение и внесение на рассмотрение Совета Федерации представленной Президентом Российской Федерации для проведения консультаций кандидатуры на должность руководителя федерального органа исполнительной власти (федерального министра), ведающего вопросами юстиции;
40. предварительное обсуждение представленных Президентом Российской Федерации для проведения консультаций кандидатур на должность руководителей федеральных органов исполнительной власти (включая федеральных министров), ведающих вопросами безопасности государства, внутренних дел, предотвращения чрезвычайных ситуаций и ликвидации последствий стихийных бедствий, общественной безопасности;
41. обеспечение взаимодействия Совета Федерации с Конституционным Судом Российской Федерации;
42. обеспечение взаимодействия Совета Федерации с Верховным Судом Российской Федерации, Высшей квалификационной коллегией судей Российской Федерации, Генеральной прокуратурой Российской Федерации, Следственным комитетом Российской Федерации, Министерством юстиции Российской Федерации, Общественной палатой Российской Федерации, Уполномоченным по правам человека в Российской Федерации;
43. обеспечение рассмотрения на заседании Совета Федерации ежегодного доклада Генерального прокурора Российской Федерации о состоянии законности и правопорядка в Российской Федерации и о проделанной работе по их укреплению, ежегодного доклада Уполномоченного по правам человека в Российской Федерации[47].